# 熊伟 (哲学家)
熊伟(1911年—1994年)，哲学家，师从张颐、海德格尔，是最早向中国介绍海氏思想的学者，中国海学研究领军人物。被学术界成为“述而不作”的学者，在波恩大学的博士论文《论不可言说》是其唯一的专著，门下有知名弟子王炜等人。

## 生平
1933年毕业于北京大学哲学系，20世纪30年代留学德国，曾师从海德格尔，博士导师埃里克·罗特哈克。
回到中国后先后任教于国立中央大学、同济大学和北京大学。